# Bulovka
Bulovka (alemão: Bullendorf) é um município da República Tcheca localizada no distrito de Liberec, região de Liberec.

## História
A primeira menção escrita do município remonta ao ano de 1354, período onde a região pertencia ao Sacro Império Romano-Germânico, mais especificamente ao Reino da Boêmia que viria a se tornar a Checoslováquia com a conclusão da Primeira Guerra Mundial ao início do Século XX. Localizada ao norte dos Sudetos, a então Bullendorf, predominantemente habitada pela etnias germânicas, é reivindicada e anexada por Adolf Hitler à Alemanha Nazista, episódio conhecido como Crise dos Sudetos. Com o fim da Segunda Guerra Mundial na Europa e a reanexação dos Sudetos à então Checoslováquia (atual República Tcheca), assim como em diversas outras cidades, Bullendorf teve seu nome alterado para Bulovka após o decreto do Ministro do Interior Václav Nosek em 1946.

## Referência
1. ↑  Population of municipalities of the Czech republic, 1 January 2010(em inglês)
2. ↑  statistický úřad, Český (1 de janeiro de 2018). «Počet obyvatel v obcích (População nos municípios)». Český statistický úřad. Consultado em 25 de fevereiro de 2020
3. ↑  Profous, Antonín (1947). Místní jména v Čechách: jejich vznik, původní význam a změny (Nomes de locais na Boêmia: suas origens, significados e mudanças). Bullendorf: Antonín Profous. 726 páginas
4. ↑  Nosek, Václav (28 de junho de 1946). «Decreto do Ministro do Interior Nº 1522/1946, estabelecendo novos nomes para municípios». Epravo.cz. Consultado em 25 de fevereiro de 2020